# 21 agosto
Il 21 agosto è il 233º giorno del calendario gregoriano (il 234º negli anni bisestili). Mancano 132 giorni alla fine dell'anno.

## Eventi
- 480 a.C. – Fine della battaglia delle Termopili e morte del re Leonida I con conseguente vittoria dei persiani sui greci
- 1192 – Minamoto no Yoritomo riceve dall'imperatore il titolo di Sei'i daishōgun accentrando su di sé la guida dell'esercito e i tre poteri fondamentali, diventando de facto il dittatore militare del Giappone e iniziando il sistema di governo detto bakufu protrattosi fino al 1868 (data del calendario lunare: giorno 12 del mese 7 dell'anno Kenkyū 3)
- 1557 – Jean de la Valette viene eletto Gran maestro dell'Ordine di Malta
- 1680 – Rivolta Pueblo: i nativi americani Pueblo strappano Santa Fe alla Spagna
- 1772 – Il colpo di Stato di re Gustavo III viene completato con l'adozione di una nuova costituzione, ponendo fine a mezzo secolo di governo democratico in Svezia e creando un dispotismo illuminato
- 1831 – Nat Turner guida la rivolta degli schiavi nella contea di Southampton
- 1852 – I nativi americani Tlingit distruggono Fort Selkirk, nel Territorio dello Yukon
- 1857 – A due mesi esatti dalla pubblicazione della raccolta di poesie I fiori del male, il suo autore Charles Baudelaire e il suo editore Auguste Poulet-Malassis vengono condannati per immoralità al pagamento di una multa e alla rimozione di sei poemi nelle future edizioni del libro
- 1858 – Iniziano i "dibattiti Lincoln-Douglas"
- 1860 – Battaglia di Piazza Duomo: la città di Reggio Calabria viene conquistata dai garibaldini della Spedizione dei Mille
- 1863 – Lawrence (Kansas) viene messa a ferro e fuoco da William Quantrill, Jesse e Frank James e altri
- 1911 – Vincenzo Peruggia ruba la Gioconda dal Museo del Louvre
- 1944 – Conferenza di Dumbarton Oaks, preludio alle Nazioni Unite
- 1959 – Le Hawaii vengono ammesse come 50º Stato degli Stati Uniti d'America
- 1962 – Il terremoto dell'Irpinia causa grandi distruzioni e 17 morti
- 1969 – Denis Michael Rohan, un australiano seguace della Worldide Church of God, tenta di incendiare la Moschea al-Aqsa, che sorge sulla Spianata del Tempio a Gerusalemme
- 1986 – Gas tossici eruttati dal vulcanico lago Nyos nel Camerun, uccidono oltre 1 700 persone
- 1991
  - La Lettonia dichiara l'indipendenza dall'Unione Sovietica
  - Termina il tentato colpo di Stato contro Michail Gorbačëv
- 1992 – La Croce Rossa annuncia che una carestia sta colpendo il Tagikistan e chiede supporto economico internazionale per Tagikistan e Uzbekistan
- 2001 – La NATO decide di inviare una forza di pace in Macedonia
- 2006 – La NASA pubblica la prima prova diretta della materia oscura, ottenuta da osservazioni eseguite con il Chandra X-ray Observatory
- 2016 – Si chiudono ufficialmente i Giochi della XXXI Olimpiade a Rio de Janeiro.

## Nati
Ci sono circa 1 090 voci su persone nate il 21 agosto; vedi la pagina Nati il 21 agosto per un elenco descrittivo o la categoria Nati il 21 agosto per un indice alfabetico.

## Morti
Ci sono circa 430 voci su persone morte il 21 agosto; vedi la pagina Morti il 21 agosto per un elenco descrittivo o la categoria Morti il 21 agosto per un indice alfabetico.

## Feste e ricorrenze

### Civili
Internazionali:
- Giornata internazionale del ricordo e del tributo alle vittime del terrorismo[1]

### Religiose
Cristianesimo:
- San Pio X, papa
- Santi Agatonico, Zotico e compagni, martiri
- Santi Bassa, Teognio, Agapio e Pisto, martiri
- Santi Bernardo, Maria e Grazia di Alzira, cistercensi, martiri
- Santa Ciriaca di Roma
- Sant'Euprepio di Verona, vescovo
- San Giuseppe Dang Dình Vien, martire
- Santi Lussorio, Cisello e Camerino, martiri in Sardegna
- San Natale di Casale Monferrato, venerato a Casale Monferrato
- San Privato di Mende, vescovo e martire
- San Quadrato di Utica, vescovo e martire
- San Sidonio Apollinare, vescovo
- Beata Beatrice de Roelas, vergine mercedaria
- Beato Brunone Giovanni Zembol, religioso e martire
- Beato Pedro Sadurní Raventós, sacerdote e martire
- Beato Raimondo Peiro Victori, sacerdote domenicano, martire
- Beato Salvatore Estrugo Solves, sacerdote e martire
- Beata Vittoria Rasoamanarivo, vedova e principessa del Madagascar

Religione romana antica e moderna:
- Consualia